# William Campbell (attore 1923)
William Campbell (Newark, 30 ottobre 1923 – Woodland Hills, 28 aprile 2011) è stato un attore statunitense.

## Biografia
Iniziò la carriera di attore con una breve apparizione nel film Golfo del Messico (1950), interpretato da John Garfield. Nella prima metà degli anni cinquanta interpretò diversi ruoli di supporto, tra cui quello del copilota nel film Prigionieri del cielo (1954) di William A. Wellman, e ottenne il suo primo ruolo da protagonista in Cella 2455 braccio della morte (1955), un dramma di ambiente carcerario, girato a basso costo per la Columbia Pictures, nel quale interpretò un detenuto del braccio della morte, ispirato in modo approssimativo a Caryl Chessman, che proclamò fermamente la sua innocenza e per molti anni ottenne numerosi rinvii fino alla sua esecuzione. La performance di Campbell sorprese pubblico e critica ma, malgrado gli ottimi consensi, non diede una svolta decisiva alla sua carriera. L'attore continuò a interpretare ruoli di supporto agli attori protagonisti, tra i quali Kirk Douglas in L'uomo senza paura (1955), Richard Widmark in La frustata (1956) ed Elvis Presley in Fratelli rivali (1956). Apparve anche nel film bellico Il nudo e il morto, tratto dal romanzo omonimo di Norman Mailer.
Nel 1958 recitò nella serie televisiva Cannonball, in cui fece coppia con l'attore Paul Birch nel ruolo di due camionisti che trasportano merci attraverso gli Stati Uniti. La serie durò solo una stagione, dopodiché Campbell continuò la carriera televisiva con apparizioni in altri telefilm, fra i quali Perry Mason, in cui interpretò due episodi, The Case of the Artful Dodger (1959), nel ruolo del personaggio del titolo e vittima di un omicidio, e The Case of the Ill-Fated Faker (1960), di nuovo come personaggio del titolo e stavolta colpevole.
Nel 1963 Campbell lavorò sotto la direzione del regista Roger Corman nel film I diavoli del Grand Prix, scritto per lo schermo dal fratello di Campbell, Robert Wright Campbell, e girato in Irlanda. A riprese ultimate, il tecnico del suono del film, Francis Ford Coppola, chiese a Corman il permesso di rimanere in Irlanda per dirigere un horror a basso costo, promettendogli che sarebbe stato il film più economico in cui Corman, in veste di produttore, fosse mai stato coinvolto. Girato con un budget di circa 40000 $, Terrore alla 13ª ora (1963), fu un thriller dai violenti risvolti horror in cui Campbell interpretò la parte di un uomo lunatico che diventa il principale sospettato di una serie di raccapriccianti delitti commessi usando come arma un'ascia. Patrick Magee e Luana Anders interpretarono i ruoli di supporto.
Campbell recitò anche in un altro film prodotto da Corman, Operacija Ticijan (1963), girato in Jugoslavia e sempre con Patrick Magee nel cast. La pellicola non fu mai distribuita nella sua versione originale, ma venne in seguito rielaborata con scene aggiuntive girate in California, trasformando quello che un tempo era un thriller di spionaggio nella storia di un vampiro che si aggira per le strade di Venice (Los Angeles). Con il titolo di Blood Bath fu poi distribuito nel 1966, con Campbell nel ruolo di un artista folle che uccide giovani donne e nasconde i loro corpi nelle sue sculture, ma anche di un vampiro che può circolare liberamente alla luce del giorno in cerca di vittime. A seguito di due avvicendamenti alla regia e del reiterato inserimento di ulteriori scene, il vampiro fu però interpretato da un altro attore che non assomigliava a Campbell, e l'espediente fu giustificato nella trama dal fatto che l'artista mutava i propri connotati quando si trasformava in un vampiro. Nel 1965 Campbell ebbe un ruolo di supporto come reporter in un altro horror, Piano... piano, dolce Carlotta., interpretato da Bette Davis.
La fama di Campbell è principalmente legata alla sua apparizione nella serie classica di Star Trek, nell'episodio Il cavaliere di Gothos (1967), in cui impersonò il petulante e bizzarro alieno Trelaine, dotato di superpoteri. Apparve poi nella seconda stagione della serie, nell'episodio Animaletti pericolosi (1967), in cui interpretò il ruolo del klingon Koloth, personaggio che anni dopo riprese in un episodio della serie Star Trek: Deep Space Nine, realizzato nel 1994.

## Filmografia parziale

### Cinema
- Golfo del Messico (The Breaking Point), regia di Michael Curtiz (1950)
- Normandia (Breakthrough), regia di Lewis Seiler (1950)
- Lo squalo tonante (Operation Pacific), regia di George Waggner (1951)
- Tortura (Inside the Walls of Folsom Prison), regia di Crane Wilbur (1951)
- Omertà (The People Against O'Hara), regia di John Sturges (1951)
- Holiday for Sinners, regia di Gerald Mayer (1952)
- Essi vivranno! (Battle Circus), regia di Richard Brooks (1952)
- Amore provinciale (Small Town Girl) (1953)
- Prendeteli vivi o morti (Code Two), regia di Fred M. Wilcox (1953)
- Il grande alleato (Big Leaguer), regia di Robert Aldrich (1953)
- L'assedio delle sette frecce (Escape from Fort Bravo), regia di John Sturges (1953)
- Prigionieri del cielo (The High and the Mighty), regia di William A. Wellman (1954)
- Prima dell'uragano (Battle Cry), regia di Raoul Walsh (1955)
- L'uomo senza paura (Man Without a Star), regia di King Vidor (1955)
- Cella 2455 braccio della morte (Cell 2455, Death Row), regia di Fred F. Sears (1955)
- Ladri di automobili (Running Wild), regia di Abner Biberman (1955)
- La frustata (Backlash), regia di John Sturges (1956)
- Fratelli rivali (Love Me Tender), regia di Robert D. Webb (1956)
- La camera blindata (Man in the Vault), regia di Andrew V. McLaglen (1956)
- Eighteen and Anxious, regia di Joe Parker (1957)
- Il nudo e il morto (The Naked and the Dead), regia di Raoul Walsh (1958)
- Testamento di sangue (Money, Women and Guns), regia di Richard Bartlett (1958)
- La bionda e lo sceriffo (The Sheriff of Fractured Jaw), regia di Raoul Walsh (1958)
- Lo sterminatore del West (Natchez Trace), regia di Alan Crosland Jr. (1960)
- Night of Evil, regia di Richard Galbreath (1962)
- I diavoli del Grand Prix (The Young Racers), regia di Roger Corman (1963)
- Terrore alla 13ª ora (Dementia 13), regia di Francis Ford Coppola (1963)
- Operacija Ticijan, regia di Rados Novakovic (1963)
- 5 per la gloria (The Secret Invasion), regia di Roger Corman (1964)
- Piano... piano, dolce Carlotta (Hush...Hush, Sweet Charlotte), regia di Robert Aldrich (1964)
- La trappola mortale (The Money Trap), regia di Burt Kennedy (1965)
- Portrait in Terror, regia di Rados Novakovic (1965)
- Blood Bath, regia di Jack Hill, Stephanie Rothman (1966)
- ...E dopo le uccido (Pretty Maids All in a Row), regia di Roger Vadim (1971)
- Pistola nera - spara senza pietà (Black Gunn), regia di Robert Hartford-Davis (1972)

### Televisione
- West Point – serie TV, episodio 1x05 (1956)
- Telephone Time – serie TV, episodio 2x16 (1957)
- Cannonball – serie TV, 47 episodi (1958–1959)
- The Millionaire – serie TV, 2 episodi (1957-1959)
- Perry Mason – serie TV, 2 episodi (1959-1960)
- Philip Marlowe – serie TV, episodio 1x21 (1960)
- Goodyear Theatre – serie TV, episodio 3x13 (1960)
- Carovana (Stagecoach West) – serie TV, episodio 1x28 (1961)
- Gunsmoke – serie TV, 2 episodi (1962-1975)
- Selvaggio west (The Wild Wild West) – serie TV, episodio 1x25 (1966)
- Star Trek – serie TV, episodi 1x17-2x15 (1967)
- Operazione ladro (It Take a Thief) – serie TV, 1 episodio (1968)
- Bonanza – serie TV, 1 episodio (1968)
- O'Hara, U.S. Treasury – serie TV, 1 episodio (1971)
- Ironside – serie TV, 1 episodio (1972)
- Squadra emergenza (Emergency!) – serie TV, 1 episodio (1972)
- Le strade di San Francisco (The Streets of San Francisco) – serie TV, 3 episodi (1974-1976)
- Hec Ramsey – serie TV, 1 episodio (1974)
- Pepper Anderson agente speciale (Police Woman) – serie TV, 1 episodio (1975)
- Shazam! – serie TV, 1 episodio (1976)
- Nel tunnel dei misteri con Nancy Drew e gli Hardy Boys (The Hardy Boys/Nancy Drew Mysteries) – serie TV, 1 episodio (1977)
- Quincy – serie TV, 2 episodi (1983)
- Il ritorno dell'uomo da sei milioni di dollari (The Return of the Six-Million-Dollar Man and the Bionic Woman), regia di Ray Austin – film TV (1987)
- Star Trek: Deep Space Nine – serie TV, episodio 2x19 (1994)
- Kung Fu: la leggenda continua (Kung Fu: The Legend Continues) – serie TV, 1 episodio (1996)